# Monumento equestre a Giovanni Acuto
Il Monumento equestre a Giovanni Acuto è un affresco (820x515 cm) del 1436 di Paolo Uccello, situato nella parete interna sinistra della Cattedrale di Santa Maria del Fiore di Firenze. L'opera fa pendant al vicino Monumento equestre a Niccolò da Tolentino di Andrea del Castagno.

## Storia
Giovanni Acuto era morto il 14 marzo 1394 a Firenze, nella cui cattedrale fu sepolto con grandi onori. In seguito le spoglie furono traslate dal figlio a Sible Hedingham, città natale del condottiero, su richiesta del sovrano inglese Riccardo II. In sua memoria la città di Firenze commissionò il ritratto equestre a Paolo Uccello nel luogo nel quale era tumulato il condottiero.
L'opera fu la prima che vide impegnato l'artista, di ritorno da Prato, nella cattedrale fiorentina, per la quale disegnò anche i cartoni per due vetrate (Resurrezione e Natività) e l'orologio a 24 ore della controfacciata. L'opera, che celebrava il condottiero inglese che aveva trionfato nelle guerre per la Repubblica di Firenze, venne completata in soli tre mesi.
In un primo momento agli operai della cattedrale il lavoro non piacque, e chiesero all'artista di rifarlo (28 giugno 1436). Il 31 agosto l'artista doveva aver apportato modifiche e ritocchi (non si sa riguardanti cosa, forse la cromia) e il lavoro venne considerato finito.
Nel Gabinetto dei disegni e delle stampe della Galleria degli Uffizi si conserva un disegno ritenuto in genere autografo, di preparazione all'affresco.
Nel 1524 l'affresco fu restaurato da Lorenzo di Credi, che dovette eseguire l'elegante cornice a grottesche.

## Descrizione e stile

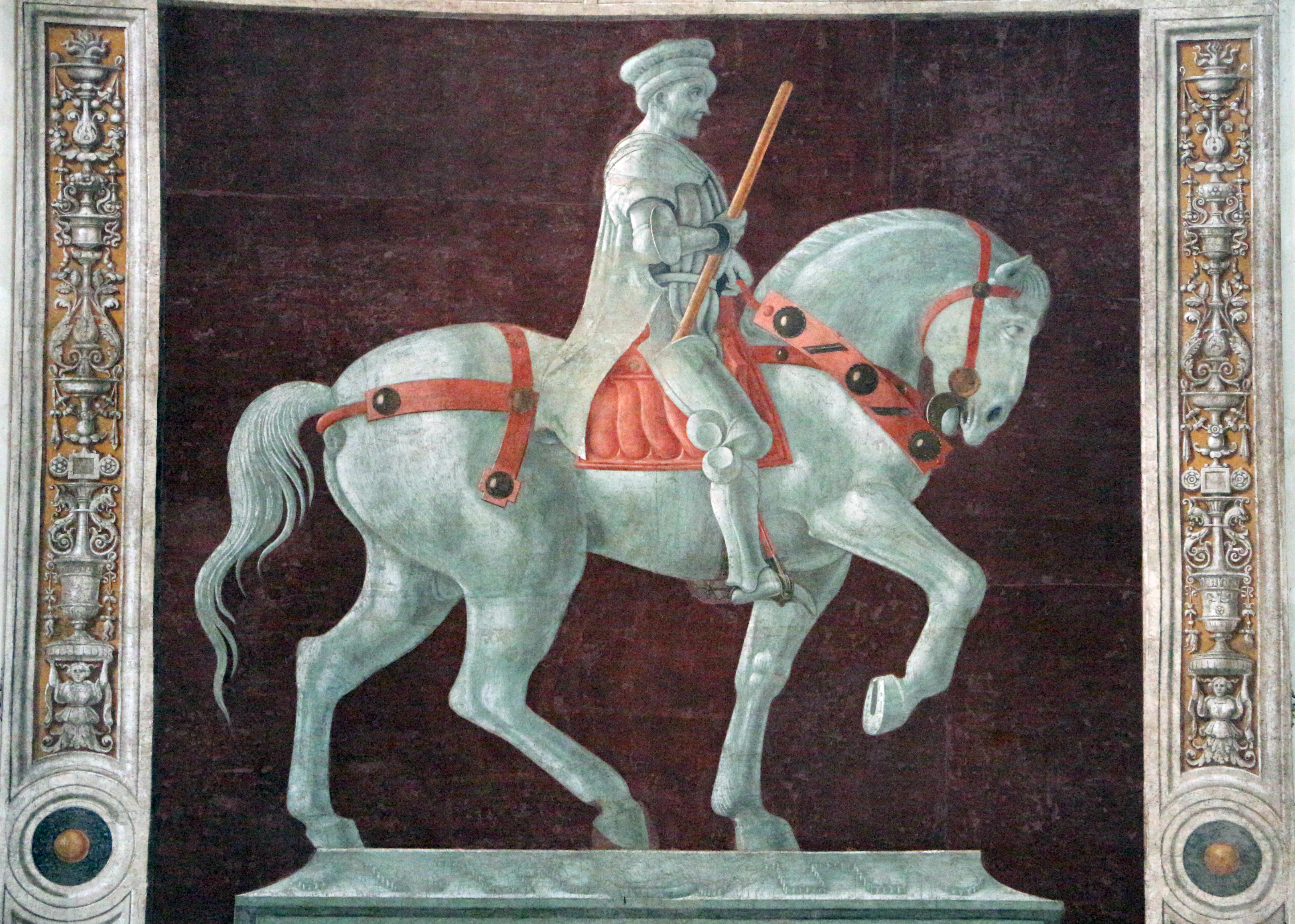
Particolare dell'affresco

Stemma di Giovanni Acuto, raffigurato all'interno dell'affresco

Il grande affresco mostra un monumento equestre ispirato vagamente alla statua di Marco Aurelio di Roma, punto di riferimento per tutte le statue equestri rinascimentali, soprattutto prima che Donatello ed Andrea del Verrocchio riportassero in auge le tecniche necessarie per ricominciare a costruire veri e propri monumenti equestri.
L'opera è eseguita a monocromo (o verdeterra) per dare l'impressione di una statua bronzea. Mostra il condottiero, col bastone del comando, su un cavallo che tiene con le briglie e la sella, elementi della cavalcatura moderna che rivelano l'aggiornamento rispetto ai modelli offerti dalla scultura romana. Il cavallo procede all'ambio per cui alza contemporaneamente le zampe dallo stesso lato, il destro; era opinione di Giorgio Vasari che ciò fosse un errore perché il cavallo non avrebbe potuto stare in piedi, ma la correttezza della posizione fu ribadita dal Baldinucci e dal Cicognara. L'irruenza del cavallo, trattenuta senza fatica dal condottiero, è tra gli elementi che sottolineano l'abilità del cavaliere, ripresi poi da Donatello nel monumento equestre al Gattamelata.
L'affresco è impostato secondo due diversi impianti prospettici, uno per la base, scorciato dal basso, e uno frontale per il cavallo ed il cavaliere, che rendono la rappresentazione irreale ed enigmatica. La base ricorda un alto altare, con gli stemmi del condottiero, sopra il quale si trova il sarcofago dipinto, a sua volta sormontato dal monumento equestre. Sulla cassa si legge l'iscrizione latina: «IOANNES ACVTVS EQVES BRITANNICVS DVX AETATIS SVAE CAVTISSIMUS ET REI MILITARIS PERITISSIMVS HABITVS EST». La firma dell'artista invece si trova sul bordo dell'altare: «PAVLI VGIELLI OPVS».
Le figure risultano curate, auliche, ben trattate volumetricamente tramite un'abile stesura di luci ed ombre col chiaroscuro, rese con un realismo di tipo "analitico", cioè con un'attenzione più rivolta alla somma delle parti che all'insieme sintetico della figura. Vi si nota inoltre una tendenza alla geometrizzazione delle forme, che dà all'insieme un effetto di raffinata astrattezza: l'effetto è quello di un condottiero simbolico e ideale, piuttosto che di un personaggio in carne ed ossa. Le luci, da sinistra, riprendono coerentemente l'illuminazione naturale proveniente dalla cattedrale.